# 香港按揭證券有限公司
香港按揭證券有限公司（英語：The Hong Kong Mortgage Corporation Limited）是根據《公司條例》註冊成立的公眾股份有限公司，由香港特別行政區政府通過外匯基金全資擁有，成立於1997年3月。其使命包括促進銀行業界穩定、市民置業安居、本地債券市場發展，以及退休規劃市場發展。

## 發展背景
運作初期與8家銀行簽訂按揭買賣總協議和管理供款總協議。1999年3月，推出85%的按揭保險計劃。同年10月在香港聯交所發行總值35億港元的債券。2000年8月把承保範圍擴大至90%。2001年7月批核按揭文件開始標準化。2006年，從香港銀行購入14億港元的士貸款，並且向領展旗下的The Link Finance Limited 購入40億港元商業按揭貸款。
2008年，香港按揭證券有限公司向東亞銀行收購93億元按揭貸款組合。
2011年7月，香港按揭證券有限公司與7間本地銀行合作推出安老按揭計劃。
2015年9月，香港按揭證券有限公司與8間本地銀行合作推出推出補價易貸款保險計劃。
2016年10月13日，香港按揭證券有限公司宣佈安老按揭計劃擴展至未補地價資助出售房屋。
2018年7月，香港按揭證券有限公司透過轄下新成立的香港年金有限公司，推出「香港年金」退休保險產品，每年推出一次。
2019年12月，立法會財務委員會通過政府紓困措施撥款推出「九成信貸擔保產品」，由政府為中小型企業作擔保，以便向貸款機構申請貸款。2019年12月16日，香港按揭證券有限公司正式推出「九成信貸擔保產品」。
2020年5月7日，香港按揭證券有限公司推出定息按揭試驗計劃，以減低置業人士的利率風險。
2022年10月25日，按揭證券公司首次發行社會責任債券，共發行兩筆分別為80億港元2年期及30億元人民幣3年期債券，所得資金主要用作中小企融資擔保計劃下「百分百擔保特惠貸款」的融資或再融資。

## 評級
穆迪投資給予香港按揭證券有限公司的長期本地貨幣及外幣信貸評級同為Aa1。

## 架構
香港按揭證券有限公司轄下有審計委員會、企業風險管理委員會、資產負債管理委員會、信貸委員會、交易核准委員會、營運風險管理委員會及資訊科技督導委員會。